# An Tiến, An Lão (Hải Phòng)
An Tiến là một xã thuộc huyện An Lão, thành phố Hải Phòng, Việt Nam.
Xã An Tiến có diện tích 6,71 km², dân số năm 1999 là 7262 người, mật độ dân số đạt 1082 người/km².
Xã An Tiến có các thôn An Luận, Khúc Giản, Tiên Hội.